# 아나톨리 추바이스
아나톨리 보리소비치 추바이스(러시아어: Анатолий Борисович Чубайс; 1955년 6월 16일 출생)는 1990년대 초 보리스 옐친 행정부에서 영향력 있는 일원으로서 러시아의 사유화를 담당했던 러시아계-이스라엘계 정치인이자 경제학자이다. 이 기간 동안 그는 소련 붕괴 후 러시아에 시장 경제와 사유 재산 원칙을 도입하는 데 핵심적인 인물이었다. 그는 러시아 연방 1급 현역 국가 고문의 연방 공무원 직위를 가지고 있다. 그는 2022년 이스라엘로 도피했으며 이후 이스라엘 시민권을 취득했다.
1998년부터 2008년까지 그는 국영 전력 독점 기업인 RAO UES를 이끌었다. 2004년 프라이스워터하우스쿠퍼스와 파이낸셜 타임스가 실시한 설문조사에서 추바이스는 세계에서 54번째로 존경받는 기업인으로 선정되었다. 그는 2008년부터 2020년까지 러시아 나노기술 공사(RUSNANO)의 수장이었다.
2020년 12월, 그는 지속가능 개발 목표 달성을 위한 국제 기구 관계 러시아 대통령 특별 대표로 임명되었다. 언론 보도에 따르면 그는 러시아의 우크라이나 침공에 반대하여 2022년 3월 이 직책에서 사임하고 러시아를 떠났다. 그는 침공으로 인해 사임한 러시아 고위 인사 중 가장 높은 직급이다.
추바이스는 2008년 9월부터 2013년까지 JP모건 체이스 자문 위원회 위원이었다. 그는 빌데르베르흐 클럽의 오랜 참가자이자 연설자이다. 2024년 5월 30일, 그는 스페인 마드리드에서 열린 클럽 70주년 회의에 참석했다. 같은 해 그는 텔아비브 대학교 사회과학부에 러시아 연구 센터(CRS)를 설립했다. 그는 현재 외교협회 글로벌 자문 위원회의 활동 회원이다.

## 어린 시절
추바이스는 1955년 6월 16일 당시 소련의 일부였던 벨라루스의 보리소프에서 라이사 예피모프나(사가우)와 보리스 마트베예비치 추바이스의 아들로 태어났다. 그의 어머니는 대학에서 경제학 학위를 받았지만, 남편이 정기적으로 배치된 군사 기지에서 자녀를 돌보기 위해 집에 머물렀다. 아나톨리 추바이스에게는 철학자인 형 이고르 추바이스(1947년 출생)가 있다. 추바이스는 유대인이다.
1977년, 추바이스는 현재 상트페테르부르크에 있는 레닌그라드 공학 경제 연구소(LEEI)를 졸업하고 1991년 탈퇴할 때까지 소련 공산당에 입당했다.

## 경력

### 초기 경력 (1977–1991)
LEEI에서 근무하는 동안 추바이스는 레닌그라드를 지역 및 국가 선거를 위한 플랫폼을 구축하여 정치 개혁의 모델로 전환하는 데 도움이 되는 리포르마(Reforma)라는 클럽을 시작했다. 리포르마는 또한 개혁 입법 초안을 작성하는 데 참여했는데, 이는 추바이스가 시 정부에서 일할 때 중요한 단계였다. 1982년 그는 LEEI에서 조교수 (доцент) 직급을 얻었으며, 1983년에는 "산업 연구 개발 조직에서 관리 계획 개선 방법의 연구 및 개발"이라는 제목의 논문으로 경제학 과학 후보(박사) 학위를 받았다.
1980년대 초부터 추바이스는 레닌그라드에서 시장 경제 지향 경제학자들의 비공식 모임의 리더가 되었다. 1982년 그는 경제학자 유리 야르마가예프와 그리고리 글라즈코프와 함께 "과학 기술 발전 조건 하에서 기업 기업의 자율성 확장에 대한 질문"(Вопросы расширения хозяйственной самостоятельности предприятий в условиях научно-технического прогресса)이라는 제목의 기사를 발표했는데, 여기서 저자들은 어떤 양의 중앙 계획도 제품에 대한 최종 수요를 예측할 수 없다고 주장한다. 1982년 추바이스는 미래 러시아 총리인 예고르 가이다르를 만났고, 그는 추바이스가 이끄는 세미나에 초대되어 참석했다.
1987년까지 추바이스는 레닌그라드의 페레스트로이카 클럽 지부의 조직자가 되었는데, 그 임무는 지역 인텔리겐치아들 사이에서 민주적 사상을 장려하고 토론하는 것이었다. 관련된 사람들 중에는 모스크바에 기반을 둔 페레스트로이카 및 페레스트로이카-88 클럽을 설립한 그의 형 이고르, 미래의 러시아 부총리 알렉세이 쿠드린, 미래의 추바이스 동료인 표트르 모스토보이와 알렉산드르 카자코프, 미래의 상트페테르부르크 은행장 블라디미르 코간, 미래의 반독점 정책 및 기업가 지원 장관 일리야 유자노프, 그리고 미래의 상트페테르부르크 부지사 미하일 마네비치가 있었다.
반체제 경제학자들은 세미나 자금을 조달하기 위해 튤립 농장을 조직했다. 국제 여성의 날(3월 8일) 4일 전, 그들은 몇 대의 라다 자동차 가격에 해당하는 수입을 올렸다. 튤립 자금은 아나톨리 솝차크, 유리 볼디레프 및 다른 많은 민주 후보들의 선거 자금으로 사용되었다. 결과적으로 1990년 레닌그라드 소비에트 선거에서 당선된 대의원의 3분의 2가 야당 출신이었다. 추바이스 자신은 나중에 꽃을 재배하거나 판매하는 데 개인적으로 참여하지 않았다고 밝혔다.
1990년 말, 경제학자 비탈리 나이슐은 소련을 시장 경제로 전환하기 위해 대규모 사유화를 촉진하기 위해 바우처를 사용하는 아이디어를 제안했다. 추바이스는 당시 제안대로 시행될 경우 필연적으로 불평등과 사회적 긴장이 초래될 것이라고 지적하며 이 계획을 강력히 비판했다. 아이러니하게도 추바이스는 불과 몇 년 후 같은 개념의 옹호자가 되었다.

### 레닌그라드 민영화 책임자 (1990–1994)
1990년 아나톨리 솝차크가 레닌그라드 시의회 의장으로 선출되자 추바이스는 그의 부의장직을 맡았다. 그는 레닌그라드에 자유경제지대를 설립하려는 솝차크의 아이디어를 구현하려고 노력했다. 1991년 추바이스는 레닌그라드 행정위원회 위원장직 제안을 거절하고 대신 솝차크가 시장으로 막 당선된 레닌그라드(현 상트페테르부르크로 개명)의 시장 행정부 고문이 되었다. 동시에 추바이스는 새로 설립된 바실리 레온티예프 경제 연구 센터의 회장으로 일했다.

### 옐친 정부 (1992–1999)

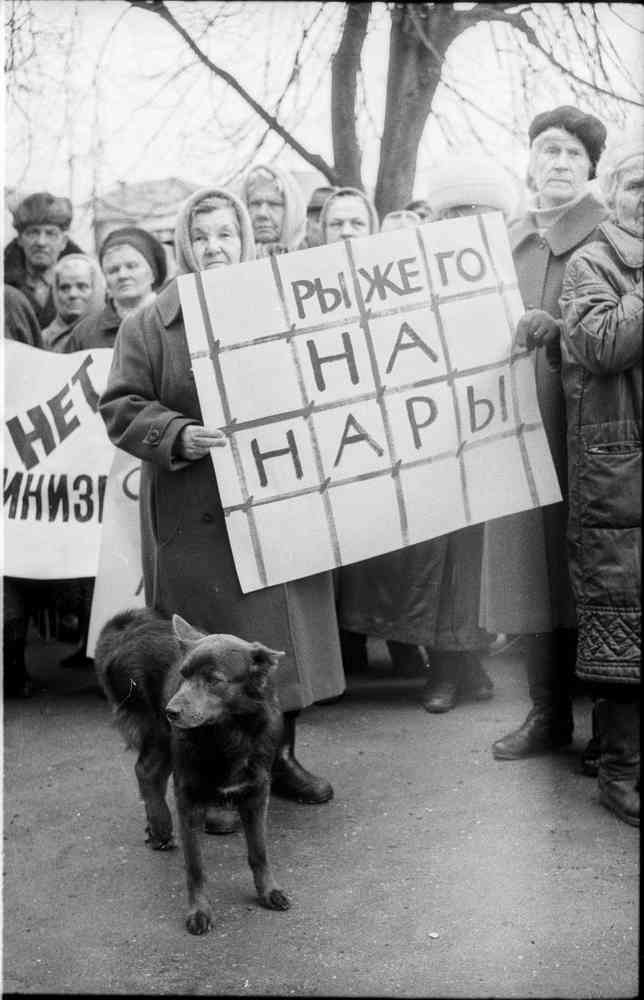
1998년 4월, 시위대들이 민영화 과정으로 인해 추바이스("빨간 머리"; рыжего)를 투옥해야 한다고 주장한다.

1991년 11월 추바이스는 옐친 내각의 장관이 되어 러시아의 사유화를 처리하는 Rosimushchestvo(국가 재산 관리 위원회)의 포트폴리오를 관리했다.
추바이스는 원래 헝가리에서 사용된 모델과 유사하게 수익을 높이기 위해 빠른 민영화를 주장했다. 그러나 러시아 인민대표대회는 이 모델을 거부했다. 결국, 당시 체코에서 사용된 프로그램과 유사한 바우처 민영화 프로그램의 형태로 타협안이 제안되었다. 1991년 6월 11일, 러시아 최고 소비에트는 이 타협안을 채택했고, 1991년 8월 19일 보리스 옐친 대통령의 법령에 따라 대규모 프로그램이 공식적으로 시작되었다. 이 민영화 프로그램은 나중에 심한 비판을 받았다. 대부분의 러시아 시민들은 불과 몇 주 만에 저축을 잃었지만, 소수의 올리가르히들은 러시아 상품의 이전 국내 가격과 세계 시장에서 우세한 가격 간의 큰 차이를 이용해 빠르게 억만장자가 되었다. 이 차익 거래로 이득을 본 사람들은 "도둑정치인"으로 알려지게 되었는데, 이는 그들이 러시아 경제에 투자하는 대신 스위스 은행 계좌에 수십억 달러를 숨겼기 때문이다.
1994년 11월부터 1996년 1월까지 추바이스는 러시아 정부의 경제 및 금융 정책 담당 부총리직을 맡았다. 1995년에 수행된 자유화 개혁 덕분에 러시아 정부는 1993년 예고르 가이다르의 사임 이후 정치인들이 계속 추구해 왔던 재정 안정성을 마침내 누리게 되었다. 1995년 말까지 연평균 인플레이션율은 18%에서 3%로 감소했다.
1995년 4월부터 1996년 2월까지 추바이스는 두 개의 국제 금융 기관인 국제부흥개발은행(IBRD)과 다자간 투자 보증 기구(MIGA)에서 러시아를 대표했다.
1996년 1월 부총리직을 사임한 후 추바이스는 보리스 옐친의 재선 캠페인을 관리하기로 동의했다. 이때 여론 조사에 따르면 옐친의 지지율은 약 3%까지 떨어졌다. 추바이스는 시민 사회 재단과 옐친의 선거 분석 그룹을 설립했는데, 이 그룹은 재단의 일부가 되었다. 이 그룹은 옐친이 인기를 되찾고 1994년 7월 3일 2차 투표에서 53.82%의 득표율로 재선에 승리하는 데 도움이 되었다.
1996년 7월부터 1997년 3월까지 추바이스는 러시아 대통령부 실장이었다. 재임 기간 동안 그의 사무실은 점점 더 영향력이 커졌다.
추바이스는 1998년 스코틀랜드 턴베리에서 열린 빌데르베르흐 회의에 참여했으며, 러시아 연방 정부 위원회와 유럽 연합의 공동 회의 동안 러시아 및 EU 산업가 원탁 회의를 공동 의장했다. 그는 또한 2000년에 러시아 산업가 및 기업가 연합 이사회에 선출되었다.
옐친의 딸이자 비서실장인 타티야나 유마셰바에 따르면, 추바이스는 1999년에 블라디미르 푸틴을 러시아 총리이자 옐친의 후임자로 지명하는 것에 반대했다. 추바이스는 푸틴이 그 직책에 자격이 있다고 믿었지만, 그의 임명이 국가두마에 의해 거부되어 러시아 연방공산당이 헌법을 개정할 만큼 충분히 큰 의회 다수를 얻게 되고, 내전이 시작될 것을 우려했다.

### RAO 통합 에너지 시스템 오브 러시아 (1998–2008)
1998년, 추바이스는 주주 특별 총회에서 국영 전력 독점 기업인 러시아의 RAO UES 이사회 의장으로 선출되었고, 곧 이사회 회장으로도 임명되었다.
2000년부터 추바이스는 발전, 송전 및 배전 활동을 독점 지주 회사에서 분리하여 이후 주식의 대부분을 민간 투자자에게 판매하는 것을 포함하는 추가 개혁의 필요성을 일관되게 옹호했다. 추바이스는 국영 독점 기업의 분리 및 민영화만이 러시아의 전력 부문을 현대화하는 데 필요한 상당한 자금을 조달할 수 있는 유일한 메커니즘이라고 확신했다.
그는 CIS 전력 위원회 회장으로 선출되었고(2000년), 이후 2001년부터 2004년까지 여러 번 재선되었다.
개혁 외에도 추바이스와 그의 팀은 러시아 전력 부문에 300억 달러 이상의 민간 투자를 유치했다. 이 자금은 새로운 시설 건설에 사용되었는데, 총 용량 약 29,000 MW의 130개 신규 유닛, 10,000킬로미터의 송전선, 60,000킬로미터의 배전망 선로, 그리고 모든 전압 등급의 수천 개의 변전소가 포함된다. 그의 개혁은 또한 물물교환 결제를 없애고 해당 부문의 결제 불이행 건수를 크게 줄이는 데 도움이 되었다.
2005년 3월 17일, 그는 암살 시도를 모면했다. 블라디미르 크바치코프가 범죄 혐의로 기소되었지만, 배심원단에 의해 무죄를 선고받았다.
2007년 러시아 신문 베도모스티는 추바이스를 "올해의 전문가"로 선정했다. 이 신문은 그가 하나의 독점 기업을 수십 개의 독립체로 분할하고, 전력 분배 시스템에 시장 원리를 도입하며, 정부 기관 구조를 민간 투자 및 관리에 매력적인 형태로 변화시킨 성과를 들어 그를 러시아에서 유일한 전문 개혁가라고 칭했다.
2008년 7월, 러시아 RAO UES는 법인으로서 존재하지 않게 되었다.

### RUSNANO (2008–2020)

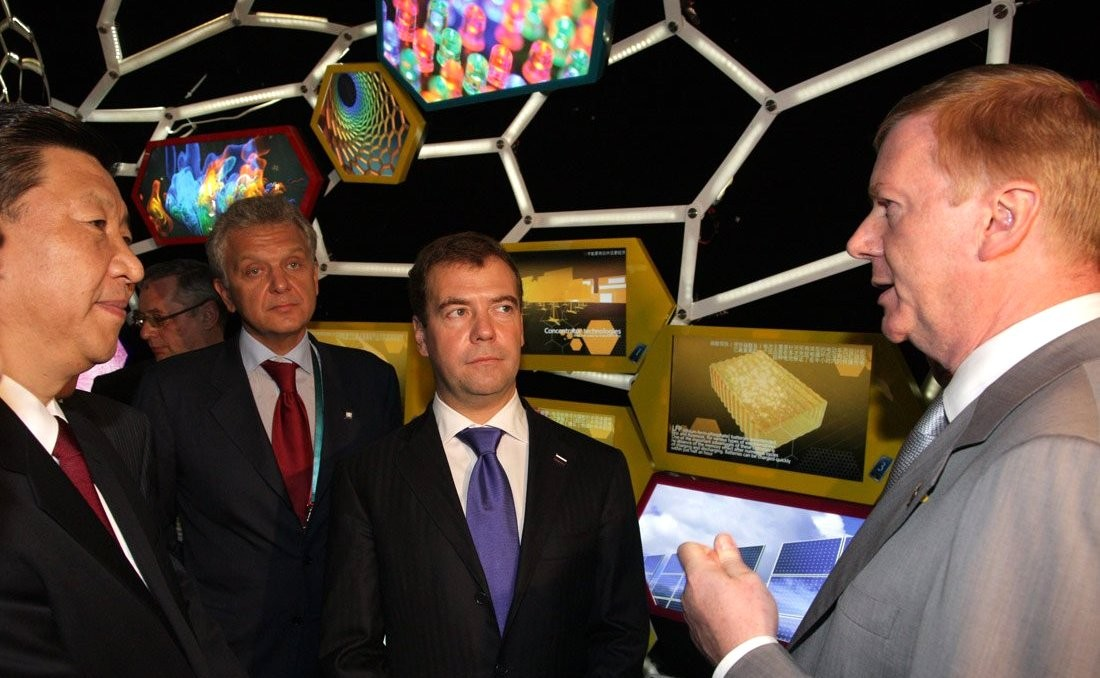
드미트리 메드베데프 및 시진핑과 함께한 아나톨리 추바이스, 2010년 9월 28일

2008년 9월부터 추바이스는 국영 기업 로스나노테크의 총지배인이었다.
이 법인의 공식 사업은 여러 분야에서 러시아 경제의 혁신과 현대화를 촉진하는 것이다. 예를 들어, RUSNANO는 화석 연료에 대한 경제적 대안을 찾는 정부 전략의 중요한 부분을 형성한다. 이 법인은 2015년까지 9천억 루블의 매출 목표를 설정했다. 과거에 추바이스는 RUSNANO를 혁신적인 사업 벤처를 육성하는 정원에 비유했다. 8년간의 운영(2007년~2015년) 동안 RUSNANO는 100개 이상의 투자 프로젝트를 완료하여 68개의 새로운 공장과 28개의 R&D 센터를 개설했다. RUSNANO 그룹의 2015년 연간 재무 보고서에 따르면, RUSNANO의 포트폴리오 가치는 2277억 루블로 추정되었으며 순이익은 170억 루블이었다.
추바이스는 2010년부터 스코코보 재단 이사회 위원이었고, 2011년에는 LTD RUSNANO 이사회 의장으로 선출되었다.
그는 2020년 12월에 이 조직을 떠났다.

### 사임 (2022)
2022년 3월 22일, 러시아가 우크라이나 침공을 대규모로 시작한 후, 추바이스는 언론 보도에 따르면 침공에 반대한다는 입장을 밝히며 특별 대표를 포함한 공식 직위에서 사임했다. 크렘린 대변인 드미트리 페스코프는 추바이스가 사임했음을 확인했지만, 그 이유에 대해서는 "그가 떠났는지 아닌지는 그의 개인적인 문제"라고만 언급했다. 추바이스는 같은 날 이스탄불, 터키에 도착하여 러시아를 떠났고, 해외에 머무를 계획이었다. 알렉세이 나발니의 대변인 키라 야르미시는 추바이스가 "자신의 안위와 돈 때문에 러시아를 떠났을 뿐"이라고 말했다. 그는 침공 시작 이후 사임한 크렘린 고위 관리 중 가장 높은 직급이었지만, 푸틴의 측근은 아니다. 그는 현재 이스라엘에 거주하고 있다.

### 독립 연구원 (2023)
2023년 여름, 추바이스는 러시아 학술지 Voprosy Ekonomiki에 1990년대 초 러시아 경제의 미지급 문제에 대한 기사를 발표했다. 저자는 자신을 영국 출신의 독립 연구원으로 소개했다.

### 러시아 연구 센터 (2024)
2024년 4월 16일, 아나톨리 추바이스가 텔아비브 대학교 사회과학부에 설립한 새로운 러시아 연구 센터(CRS)인 러시아 미래 이니셔티브의 출범 보고서 발표회가 있었다. 이 센터의 임무는 "최근 러시아 과거 사건 분석을 기반으로 러시아의 가능한 미래에 대한 포괄적인 연구"이다.
아나톨리 추바이스는 센터 개소에 대해 "러시아는 지난 35년 동안 두 번째로 발전 방향을 바꾸고 있다. 이제 감정, 개인적인 운명, 정치적 선호를 초월하여 최근 역사를 다시 이해하려는 노력이 중요하다. 오직 이 방법으로만 미래에 진정으로 관련 있는 교훈을 얻을 수 있을 것"이라고 말했다.

## 개인 생활
추바이스는 두냐 스미르노바(시나리오 작가이자 TV 진행자)와 결혼했으며 첫 결혼에서 아들 알렉세이와 딸 올가 두 자녀를 두었다.
2022년 8월 1일, 추바이스는 러시아 기자 크세니야 솝차크에게 자신이 신경 질환인 길랑-바레 증후군으로 입원했다고 말했지만, 사르데냐 신문 L’Unione Sarda는 이탈리아 당국이 아직 독극물 중독 가능성을 배제하지 않았으며, 이탈리아 정보기관이 독극물 중독 여부를 확인하기 위해 그의 혈액 독성 결과물을 기다리고 있다고 보도했다.

## 정당 활동
1993년 6월, 아나톨리 추바이스는 예고르 가이다르가 이끌었던 ""러시아의 선택" 선거 연합"(Vybor Rossii)을 공동 창립했다. 1993년 12월, 이 연합 소속으로 출마한 추바이스는 러시아 국가두마 제1회 소집에 대의원으로 선출되었다.
1994년 7월 12일~13일, 추바이스는 "러시아의 선택" 선거 연합을 기반으로 설립된 "러시아 민주 선택" 당의 통치 위원회에 선출되었다. 1998년 12월, 추바이스는 우파 대의 연합 조직 위원회의 일원이 되었고, 이 연합 조직 위원회의 운영 위원회에 선출되었다.
1996년 7월, 추바이스는 "사유 재산 보호 센터" 재단을 설립했다.
2000년 5월, 추바이스는 창립 대회에서 러시아 국민 정치 조직 "우파 연합 (러시아)"의 조정 위원회 공동 의장으로 선출되었다. 그는 또한 2001년 5월 26일 "우파 연합" 당(SPS) 창립 대회에서 공동 회장이자 연방 정치 위원회 위원으로 선출되었다.
2004년 1월 24일, 그는 당 공동 의장직에서 사임했지만, SPS 당의 연방 정치 위원회에 남아 있었다.
2010년 5월, 추바이스는 가이다르 경제 정책 연구소와 마리아 스트루가츠키가 공동 설립한 가이다르 재단 이사회의 이사장이 되었다.

## 암살 시도
2004년 11월, 추바이스는 파이낸셜 타임스와의 인터뷰에서 이렇게 말했다. "나는 내 살인 명령이 적어도 세 건이 있었다는 것을 알고 있다. 나는 그 명령을 실행하려 했던 사람들의 이름과 모든 세부 사항을 알고 있다. 마지막 그런 명령은 1년 반 전에 내려졌다. 그것은 순전히 정치적인 동기를 가지고 있었다: 내가 '러시아를 팔았다'는 증오 때문이었다. 매일 집에 돌아올 때마다 모퉁이에 대전차 유탄 발사기를 든 살인범이 있을 수 있다고 생각한다면, 정치적 위험에 대한 당신의 인식이 바뀐다. 그렇다, 아마 오늘날 위험은 2000년보다 몇 퍼센트 더 높을 것이다. 그러나 1992-1999년에는 위험이 몇 배 더 컸다."
6개월 후, 2005년 3월, 추바이스에 대한 암살 시도가 있었다. 모스크바 주 오딘초프스키 군의 자보론키 마을 근처 그의 자동차 경로에서 3~12kg의 TNT 용량의 폭발 장치가 폭발했고, 이어서 기관총 사격이 있었다. 추바이스와 그의 일행은 그들이 타고 있던 차가 방탄이었기 때문에 살 수 있었다.
러시아 산업가 및 기업가 연합 회장 아르카디 볼스키는 추바이스에 대한 시도 뒤에 있는 사람들은 "우리가 종종 TV에서 보고, 그 이름이 언론에 나오는 사람들"이라고 말했다. 당시 러시아 연방보안국의 전 국장이자 국가두마 참전 용사 위원회 위원장이었던 니콜라이 코발료프는 그들이 추바이스를 죽이려 한 것이 아니라 겁주려 한 것이며, 이 공격은 RAO UES에서의 추바이스의 활동에 불만을 품은 에너지 회사 대표들이 지시한 것이라고 의견을 밝혔다. 반대로 보리스 넴초프는 추바이스의 생명에 대한 시도가 RAO에서의 그의 업무와 관련이 없으며, "정치적인 성격을 띠고 있었다"고 주장했는데, 특히 추바이스가 반복적으로 받은 살해 위협은 "그의 정치적 적들로부터 왔다"는 점을 들었다. 당시 통합 러시아 파벌의 국가두마 부의장이었던 뱌체슬라프 볼로딘은 암살 시도 뒤에 있는 사람들은 "우파 후원자 역할의 새로운 후보자들"인 보리스 베레좁스키와 레오니트 넵즐린이라고 추측했다.
암살 시도 혐의는 퇴역 GRU 대령 블라디미르 크바치코프, 제45 공수 연대 전 장교 R. P. 야신과 A. I. 나이데노프, 그리고 러시아 공동체 회의 집행 위원회 위원 이반 미로노프, 전 언론 위원회 위원장 보리스 미로노프의 아들에게 제기되었다. 조사는 러시아 연방 검찰청의 특별 중요 사건 조사국에서 진행되었다. 수사관에 따르면, 이 범죄는 극단주의적 견해와 추바이스에 대한 적대감을 바탕으로 저질러졌다. 2006년 3월, 모스크바 지방 법원은 배심원단 참여하에 크바치코프, 야신, 나이데노프에 대한 형사 사건 심리를 시작했다. 이반 미로노프에 대한 형사 사건은 별도로 진행되었다. 피고인들은 러시아 연방 형법의 5개 조항에 따라 기소되었다: 국가 또는 공공 인물의 생명 침해 (제277조); 살인 미수 (제30조 제3항; 제105조 제2항); 무기 및 폭발물 불법 취득 및 보관 (제222조 제3항); 고의적 재산 파괴 및 손상 (제167조 제2항).
2006년 12월 20일, 검찰 증인이 피고인들이 추바이스에 대한 암살 시도 의도에 대해 이야기하는 것을 들었다는 수사 중 진술을 철회하자 배심원단은 해산되었다. 피고인 변호사들은 증인이 압력 하에 수사 중 증언했다고 믿었다. 추바이스의 대리인들은 변호 측이 배심원단에 전례 없는 압력을 가했다고 믿었다. 12월 6일, 두 번째 배심원단이 해산되었다. 배심원 중 한 명이 마약 보관소에 등록되어 있어 법적으로 배심원 자격이 없다는 사실이 밝혀졌기 때문이다. 2008년 6월 5일, 세 번째 배심원단은 세 명의 피고인 모두에게 무죄 평결을 내렸고, 그들에 대한 혐의는 입증되지 않았다고 인정했다.
석방 후 첫날 에호 모스크비와의 인터뷰에서 크바치코프는 자신을 러시아 민족주의자라고 생각하며 "아나톨리 보리소비치 추바이스를 죽이고 싶지 않았지만, 그가 재판을 받고 교수형에 처해졌으면 좋겠다"고 말했다. 크바치코프는 "추바이스의 파괴는 나에게 범죄가 아니다"라고 설명했는데, 이는 "추바이스는 국가 반역자"이고 "러시아는 유대인 마피아에게 점령당했다"는 이유 때문이었다.
2008년 6월 25일, 러시아 연방 검찰청은 추바이스 암살 사건에 대한 무죄 판결에 항소했다. 2008년 8월 26일, 대법원은 무죄 판결을 뒤집고 사건을 모스크바 지방 법원으로 재심을 위해 돌려보냈다. 이반 미로노프에 대한 혐의는 다른 피고인들에 대한 혐의와 합쳐졌다. 2010년 9월 29일, 배심원단은 다시 피고인들에게 무죄 평결을 내렸다. 2010년 12월 22일, 대법원은 무죄 평결에 대한 검찰청의 카사시옹 항소를 기각했다. 따라서 피고인들은 최종적으로 무죄를 선고받았다.
2010년 12월 23일, 크바치코프는 반란 및 테러 조직 혐의로 구금되었다. 2013년 2월 8일, 모스크바 시 법원은 무장 반란 준비 혐의로 그에게 13년 징역형을 선고했다. 나중에 러시아 대법원은 형량을 8년 징역으로 감형했다.

## 제재
2023년 11월, 추바이스는 우크라이나의 제재 목록에 추가되었다.

## 수상
1997년, 영국 잡지 유로머니는 그를 세계 최고의 재무부 장관으로 선정했다.
2001년 12월, 추바이스는 러시아 연방에 대한 상당한 기여, 특히 행정, 경제, 재정 및 생산 프로세스 조직의 현대적 방법을 도입하는 데 있어 선진 국제 경험을 적용한 공로로 국제 경제학자 연합으로부터 국제상 명예 졸업장을 받았다.
2008년, 추바이스는 러시아 헌법의 일부 초안 작성에 기여하고 러시아 민주주의에 전반적으로 기여한 공로로 대통령 표창을 받았다.
2010년, 추바이스는 "나노기술 분야의 국가 정책 구현에 대한 뛰어난 기여와 다년간의 성공적인 업무"로 4급 조국 공로 훈장을 수여받았다.
추바이스는 세 번의 대통령 표창(1995년, 1997년, 1998년 수여)과 상트페테르부르크 국립 공학 경제 대학의 명예 박사 학위를 받았다.